# Power Book II: Ghost
Power Power Book III: Raising Kanan
Power Book II: Ghost est une série télévisée dramatique américaine créée par Courtney A. Kemp et diffusée depuis le 6 septembre 2020 sur Starz et en simultané sur sa version canadienne. La série est à la fois une suite et un spin-off de Power.
En France, la série est diffusée sur le site de streaming MyCanal. Elle reste inédite dans les autres pays francophones.

## Synopsis
Cette série suit Tariq naviguant dans sa nouvelle vie, dans laquelle son désir de se débarrasser de l'héritage de son père se heurte à la pression croissante pour sauver sa famille. En cours de route, Tariq s'emmêle dans les affaires de la famille acharnée Tejada, ajoutant de nouvelles complications alors qu'il tente d'équilibrer ses opérations de drogue avec son éducation, sa vie amoureuse, ses affaires familiales et la pression croissante de Cooper Saxe.

## Distribution

### Acteurs principaux
- Michael Rainey Jr. (VFB : Thibaut Delmotte) : Tariq St. Patrick
- Gianni Paolo : Brayden Weston
- Mary J. Blige : Monet Stewart Tejada
- Woody McClain : Lorenzo « Cane » Tejada Jr.
- Method Man : Davis MacLean
- Lovell Adams-Gray : Dru Tejada
- LaToya Tonodeo : Diana Tejada
- Paige Hurd : Lauren Baldwin
- Alix Lapri : Effie Morales (principale depuis la saison 2, récurrente saison 1)
- Larenz Tate (VFB : Gauthier de Fauconval) : Rashad Tate (principal depuis la saison 2, récurrent saison 1)
- Paton Ashbrook : Jenny Sullivan (principale depuis la saison 2, invitée saison 1)
- Monique Gabriela Curnen : Blanca Rodriguez (principale depuis la saison 3, invitée saison 2, récurrente saison 1)
- Keesha Sharp : Harper Bennet (principale depuis la saison 3)
- Moriah Brown : Keke Travis (principale depuis la saison 3)
- Caroline Chikezie : Noma (récurrente dans la saison 3, principale dans a saison 4)
- Michael Ealy : Don Carter (principal depuis la saison 4)
- Sydney Winbush : Anya Convington

Anciens acteurs principaux
- Naturi Naughton (VFB : Cécile Florin) : Tasha St. Patrick (saison 1, invitée saisons 2, 3 et 4)
- Justin Marcel McManus : Jabari Reynolds (saison 1, invité saison 2)
- Quincy Tyler Bernstine (VFB : Laurence César) : Tameika Washington (saison 1, invitée saisons 2 et 3)
- Melanie Liburd : Caridad « Carrie » Milgram (saisons 1 et 2)
- Daniel Bellomy : Ezekiel « Zeke » Cross (saisons 1 et 2)
- Shane Johnson (en) (VFB : Nicolas Matthys) : Cooper Saxe (saisons 1 à 3)
- Daniel Sunjata : Dante « Mecca » Spears (saison 2)
- Berto Colón : Lorenzo Tejada (saison 2, récurrent saisons 1 et 3)
- David Walton : Lucas Weston (saison 3)

### Acteurs récurrents
Introduits lors de la saison 1
- Cory Jeacoma : Trace Weston (depuis la saison 1)
- LightSkin Keisha : BruShandria Carmichael (depuis la saison 1)
- Mark Feuerstein : Steven Ott (depuis la saison 1)
- Samantha Blaire Cutler : Rebecca « Becca » Weston (depuis la saison 1)
- Bradley Gibson : Everett Neal (saisons 1 à 3)
- Debbi Morgan : Estelle Green (saisons 1 et 2, invitée saison 3)
- Paris Morgan : Yasmine St. Patrick (saisons 1 et 2, invitée saison 3)
- Victor Garber : Simon Stern (saisons 1 et 2)
- Marcus Anderson Jr. : Lil Guap (saisons 1 et 2)
- Brittani Nichole Tucker : Chelle (saisons 1 et 2)
- Sherri Saum : Paula Matarazzo (saison 1, invitée saison 2)
- Shalim Ortiz : Danilo Ramirez (saison 1)
- Andrea Lee Christensen : Riley Saxe-Merchant (saison 1)
- Brandi Denise Boyd : Epiphany Turner (saison 1)

Introduits lors de la saison 2
- Jeff Hephner : Kevin Whitman (saisons 2 et 3)
- Lahmard Tate : Kamaal Tate (saison 2)
- Redman : Theodore « Theo » Rollins (saison 2)
- Jimmie Saito : Eric Kamura (saison 2)

Introduits lors de la saison 3
- Caroline Chikezie : Noma (depuis la saison 3)
- Kyle Vincent Terry : Obi Okeke (depuis la saison 3)
- Petey McGee : Salim Ashe Freeman (depuis la saison 3)
- Gbenga Akinnagbe : Ron Samuel « RSJ » Jenkins (depuis la saison 3)
- Kevin Tyler Rodriguez : Agent Angel « Junior » Young (depuis la saison 3)
- Luna Lauren Vélez : Evelyn Castillo (saison 3, invitée saison 2)
- Jordan Mahome : Theodore « Theo » Rollins (saison 3)
- Erik Hernandez : Gordo Castillo (saison 3)

Introduits lors de la saison 4
- Golden Brooks : Janet Stewart
- Alison Luff : Felicia Lewis
- Stephanie Suganami Shepard : Perla Tanaka

### Invités
- Donshea Hopkins (VFB : Laetitia Liénart) : Raina St. Patrick (saisons 1 et 2)
- Michael J. Ferguson : 2-Bit (saisons 1 et 3)
- Joseph Sikora (VFB : Simon Duprez) : Thomas Patrick « Tommy » Egan (saisons 1 et 3)
- Elizabeth Rodriguez (VFB : Mélissa Windal) : Paz Valdes (saisons 1 et 3)
- Sung Kang (VFB : Frédéric Meaux) : John Mak (saison 1)
- 50 Cent (VFB : Erwin Grünspan) : Kanan Stark (saison 2)
- La La Anthony (VFB : Sophie Frison) : LaKeisha Grant (saison 2)
- Marcus Callender : Raymond « Ray-Ray » Walker (saison 2)
- Jerry Ferrara (VFB : Maxime Donnay) : Joe Proctor (saison 2)
- Greg Serano : Juan Julio Medina (saison 3)
- Patricia Kalember (VFB : Véronique Biefnot) : Kate Egan (saison 3)

## Production
- Le 26 juillet 2019, Starz a annoncé la commande directe en série avec l'annonce que Mary J. Blige rejoint le casting de la série. Quelques mois plus tard, le 14 janvier 2020, il est annoncé que Method Man rejoint également le casting de la série.
- Le 9 février 2020, jour du dernier épisode de la sixième et dernière saison de Power, la productrice de la série, Courtney A. Kemp, dévoile qu'il y aura quatre spin-off dont une préquelle : Power Book II : Ghost, Power Book III: Raising Kanan, Power Book IV: Influence et Power Book V: Force. Il est également dévoilé que certains personnages du Power original reprendraient leurs rôles dans le spin-off, dont Michael Rainey Jr. (Tariq St. Patrick), Shane Johnson (Cooper Saxe) et Naturi Naughton (Tasha St. Patrick). Les acteurs Gianni Paolo et Quincy Tyler Bernstine, déjà apparus dans la série originale en tant que récurrents, sont annoncés au casting de la série en tant que personnages principaux. Sept nouveaux acteurs sont dévoilés au casting de la série en tant que personnages principaux : Daniel Bellomy, Paige Hurd, Melanie Liburd, Justin Marcel McManus, Woody McClain, Lovell Adams-Gray et LaToya Tonodeo.
- En juillet 2020, il est annoncé que les acteurs Sherri Saum[2] et Shalim Ortiz rejoignent le casting en tant que personnages récurrents.
- À la rentrée 2020, la production annonce que les deux derniers spin-off changent d'ordre, Power Book V : Force devient Power Book IV: Force tandis que Power Book IV : Influence devient Power Book V : Influence.
- La première saison est diffusé du 6 septembre 2020 au 3 janvier 2021. Le 22 septembre 2020, Starz annonce que la série est renouvelée pour une deuxième saison.
- Le 24 février 2021, l'acteur Daniel Sunjata est annoncé au casting de la saison 2 en tant que personnage principal.
- Le 27 avril 2021, l'auteur-compositeur Redman est annoncé au casting de la saison 2 en tant qu'invité dans le rôle de Theo Rollins, grand frère de l'avocat Davis MacLean (Method Man).
- Le 21 juin 2021, il est annoncé que les acteurs Paton Ashbrook, Berto Colón et Alix Lapri, invités et récurrents dans la saison 1, passeront au statut de personnages principaux dans la saison 2. De plus, il est annoncé que l'acteur Lahmard Tate reprendra le rôle récurrent de Kamaal Tate laissé dans la sixième saison de Power.
- La deuxième saison est diffusé du 21 novembre 2021 au 6 février 2022. Le 8 décembre 2021, Starz annonce que la série est renouvelée pour une troisième saison.
- Le 3 janvier 2022, l'actrice Keesha Sharp est annoncée au casting de la saison 3 en tant que personnage principal. Mi-janvier 2022, il est annoncé que les acteurs David Walton et Moriah Brown rejoignent également le casting de la série en tant que personnages principaux tandis que l'actrice Monique Gabriela Curnen reprendra le rôle de Blanca Rodriguez (Power) en tant que personnage principal. Le 28 janvier, c'est l'acteur Petey McGee qui est annoncé au casting de la troisième saison en tant que personnage récurrent.
- Au cours du mois de janvier 2022, il est annoncé que Brett Mahoney deviendra le showrunner de la série dès la diffusion de la saison 3.
- Le 14 mars 2022, il est annoncé que les acteurs Gbenga Akinnagbe, Kyle Vincent Terry et Caroline Chikezie[3] rejoignent le casting de la saison 3 en tant que personnages récurrents. Fin avril 2022, il est annoncé que l'actrice Luna Lauren Vélez revient dans la série et reprend le rôle d'Evelyn Castillo dans la saison 3, cette fois-ci en tant que personnage récurrent.
- En août 2022, Starz annonce annuler la production du quatrième et dernier spin-off prévu, Power Book V : Influence, centré sur le personnage de Rashad Tate (Larenz Tate).
- Le 30 janvier 2023, Starz annonce officiellement le renouvellement de la série pour une quatrième saison en confirmant le début de tournage de cette saison. En prime, il est annoncé que Michael Ealy est le premier acteur qui rejoint le casting de la saison 4[4].
- La troisième saison est diffusée du 17 mars au 26 mai 2023.
- Le 14 mars 2024, Starz annonce que la saison 4 sera la dernière et sera divisée en deux parties.
  - La première partie a débuté le 7 juin 2024.
  - La seconde partie débutera le 6 septembre 2024

## Épisodes
| Saisons | Saisons | Nombre d'épisodes | Diffusion originale sur Starz | Diffusion originale sur Starz | Diffusion sur Lionsgate + en VF | Diffusion sur Lionsgate + en VF |
| Saisons | Saisons | Nombre d'épisodes | Début de saison               | Fin de saison                 | Début de saison                 | Fin de saison                   |
| ------- | ------- | ----------------- | ----------------------------- | ----------------------------- | ------------------------------- | ------------------------------- |
|         | 1       | 10                | 6 septembre 2020              | 3 janvier 2021                | 6 septembre 2020                | 3 janvier 2021                  |
|         | 2       | 10                | 21 novembre 2021              | 6 février 2022                | 21 novembre 2021                | 6 février 2022                  |
|         | 3       | 10                | 17 mars 2023                  | 26 mai 2023                   | 17 mars 2023                    | 26 mai 2023                     |

### Première saison (2020-2021)
La première saison est diffusée du 6 septembre 2020 au 3 janvier 2021.
1. L'Étranger (The Stranger)
2. De trop grandes espérances (Exceeding Expectations)
3. Joueur le jeu ! (Play the Game)
4. Le Prince (The Prince)
5. Le cadeau des Rois mages (The Gift of the Magi)
6. Le Bien contre le Mal (Good vs. Evil)
7. La semaine du Sexe (Sex Week)
8. La famille avant tout (Family First)
9. Monstre (Monster)
10. Le cœur des ténèbres (Heart of Darkness)

### Deuxième saison (2021-2022)
La deuxième saison est diffusée du 21 novembre 2021 au 6 février 2022.
1. Le libre arbitre n'est jamais libre (Free Will is Never Free)
2. Par pur altruisme ? (Selfless Acts?)
3. Pour le bien de tous (The Greater Good)
4. Il faut cet argent ! (Gettin' These Ends)
5. On récolte se que l'on sème (Coming Home to Roost)
6. C'est quoi, libre ? (What's Free)
7. On m'a forcé la main (Forced My Hand)
8. Liés à la drogue (Drug Related)
9. Un combat à la loyale ? (A Fair Fight?)
10. Amour et guerre (Love and War)

### Troisième saison (2023)
La troisième saison est diffusée du 17 mars au 26 mai 2023.
1. Ta perception, ta réalité (Your Perception, Your Reality)
2. Besoin vs cupidité (Need vs. Greed)
3. Le capital humain (Human Capital)
4. Le pays des opportunités (The Land of Opportunity)
5. Fini les secondes chances (No More Second Chances)
6. La terre des mensonges (Land of Lies)
7. On fait affaire ou pas (Deal or No Deal)
8. Sacrifice (Sacrifice)
9. Un dernier cadeau (A Last Gift)
10. Divisés, nous sommes debout (Divided We Stand)

### Quatrième saison (2024)
Cette quatrième et dernière saison a été commandée le 30 janvier 2023. Elle est diffusée en deux parties, la première le 7 juin 2024, et la deuxième le 6 septembre 2024.
1. I Don't Die Easy
2. To Thine Own Self
3. Birthright
4. The Reckoning
5. Ego Death
6. The Devil's Playground
7. I Can't Fix This
8. Higher Calling
9. Married to the Game
10. Ghost in the Machine